# Kruczyn
Kruczyn – wieś w Polsce położona w województwie wielkopolskim, w powiecie średzkim, w gminie Nowe Miasto nad Wartą. W latach 1975–1998 miejscowość administracyjnie należała do województwa poznańskiego.
We wsi  znajduje się dworek szlachecki, który jest częściowo wyremontowany przez właściciela. Dużą rolę w promocji wsi odgrywa znana ferma drobiu Mariusza Pachury.
We wsi znajduje się boisko, na którym swoje mecze rozgrywała drużyna Kruki Kruczyn. Drużyna grała w gminnej lidze Nowego Miasta Nad Wartą.
Miejscowości sąsiednie to: Chromiec, Kruczynek, Boguszyn, Chwalęcin, Skoraczew.